# Frans van Tassis

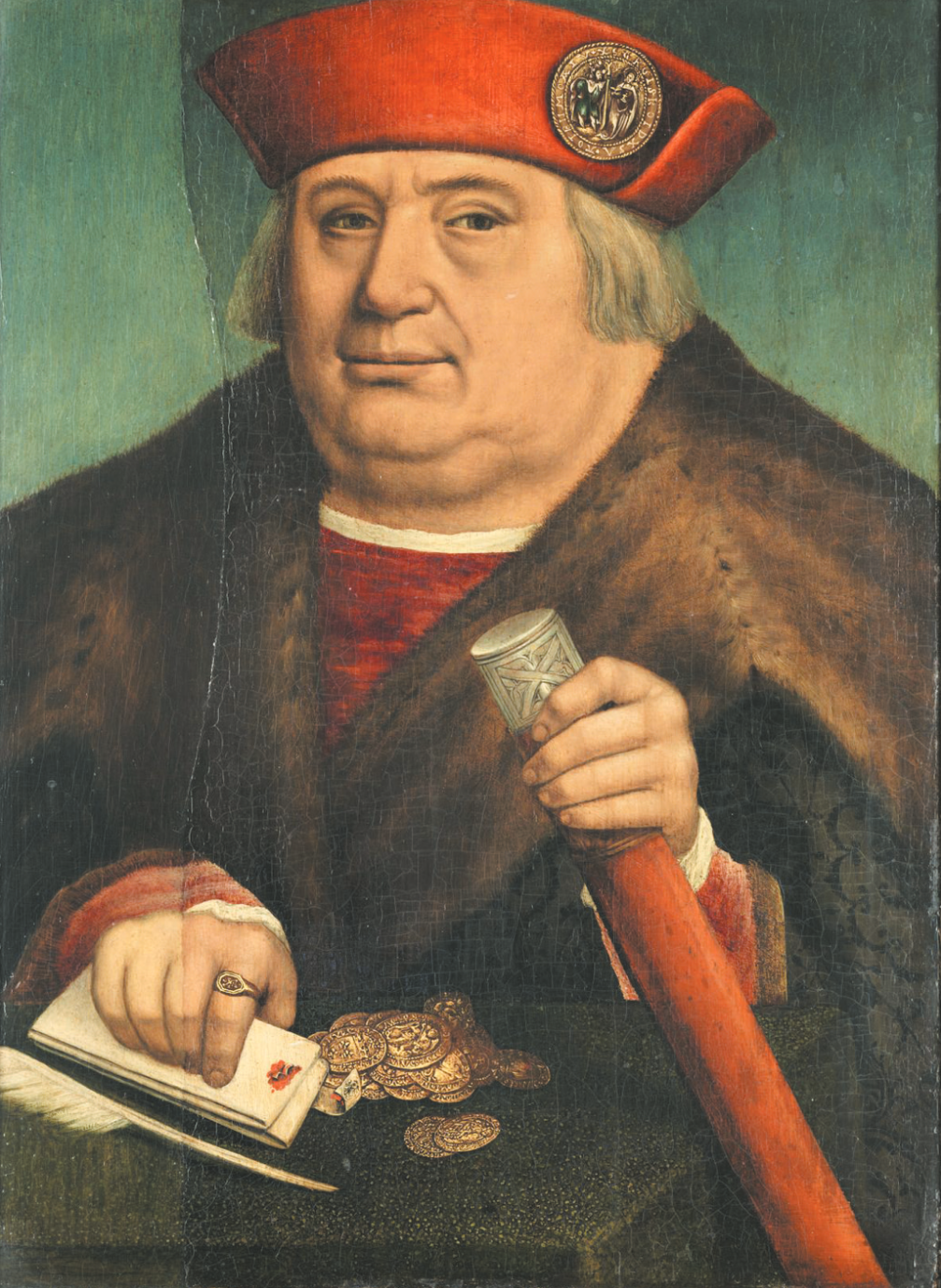
Olieverfportret van Frans van Tassis, toegeschreven aan de Meester van Frankfurt, ca. 1514 (nu in de private familiecollectie te Regensburg). Het bevat een Nederlandse opdracht, deels door de vingers bedekt. Le Maire meent dat de tekst als volgt te lezen is: An fra[nciscus] / wone[n]de / mynen vrynt

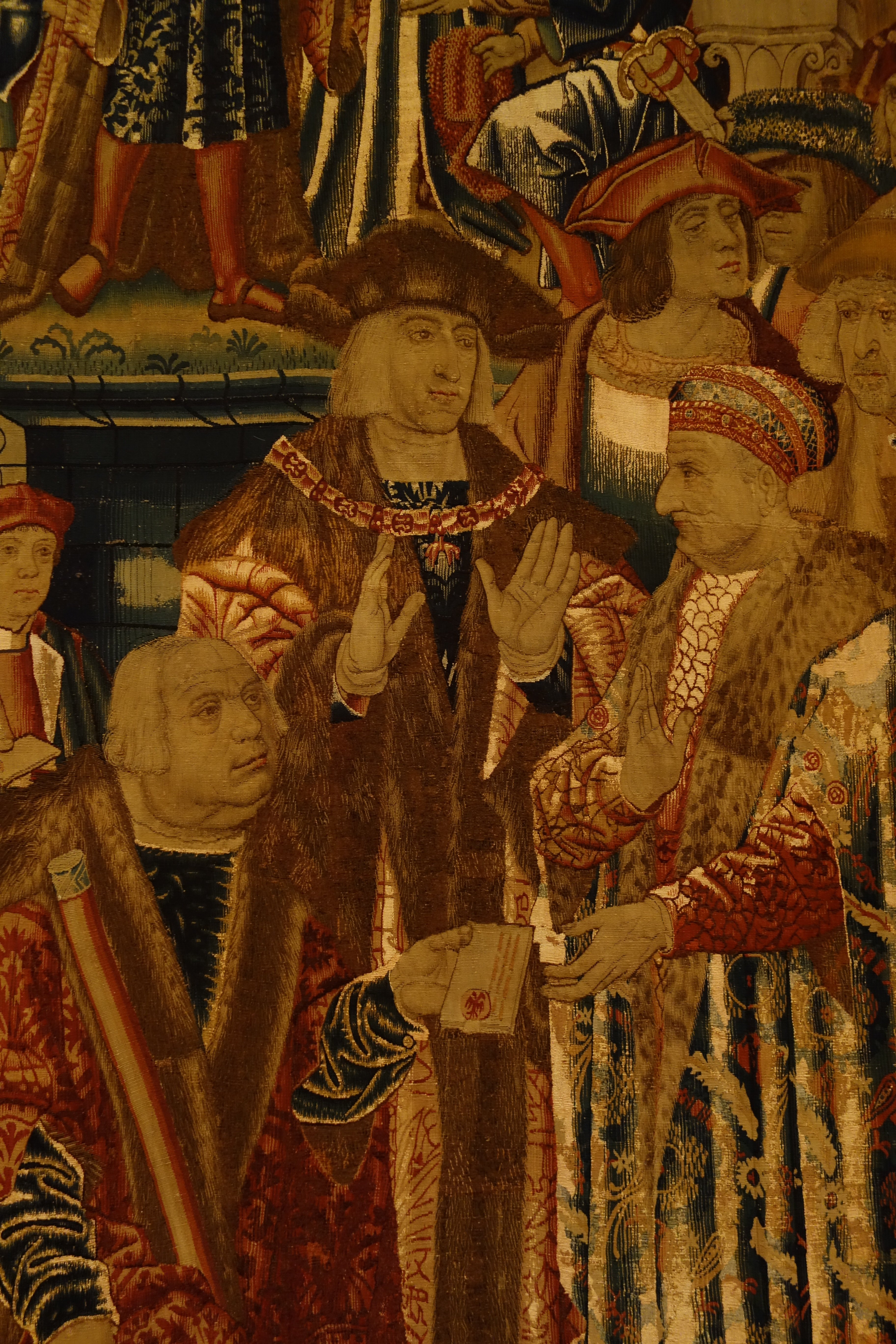
Detail uit de Legende van Onze Lieve Vrouw van de Zavel. Een knielende boodschapper neemt een verzegelde brief in ontvangst van hertog Jan III van Brabant. De boodschapper heeft de trekken van Frans van Tassis en de hertog die van keizer Frederik III.

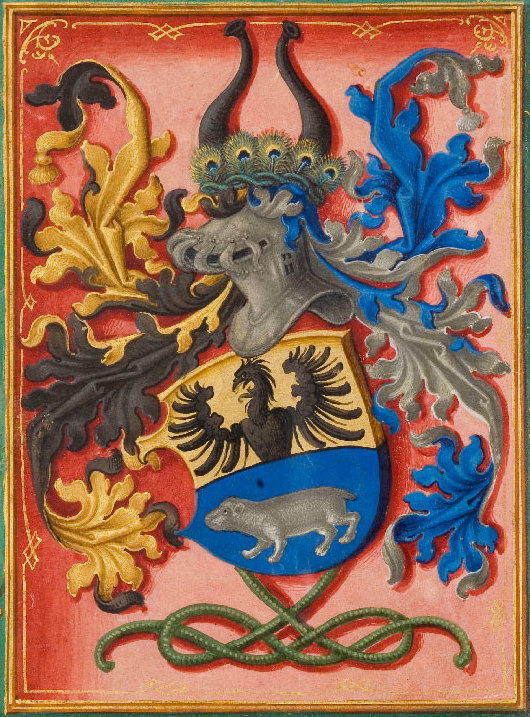
Wapen van Frans van Tassis in het getijdenboek dat hij liet maken na de adeling

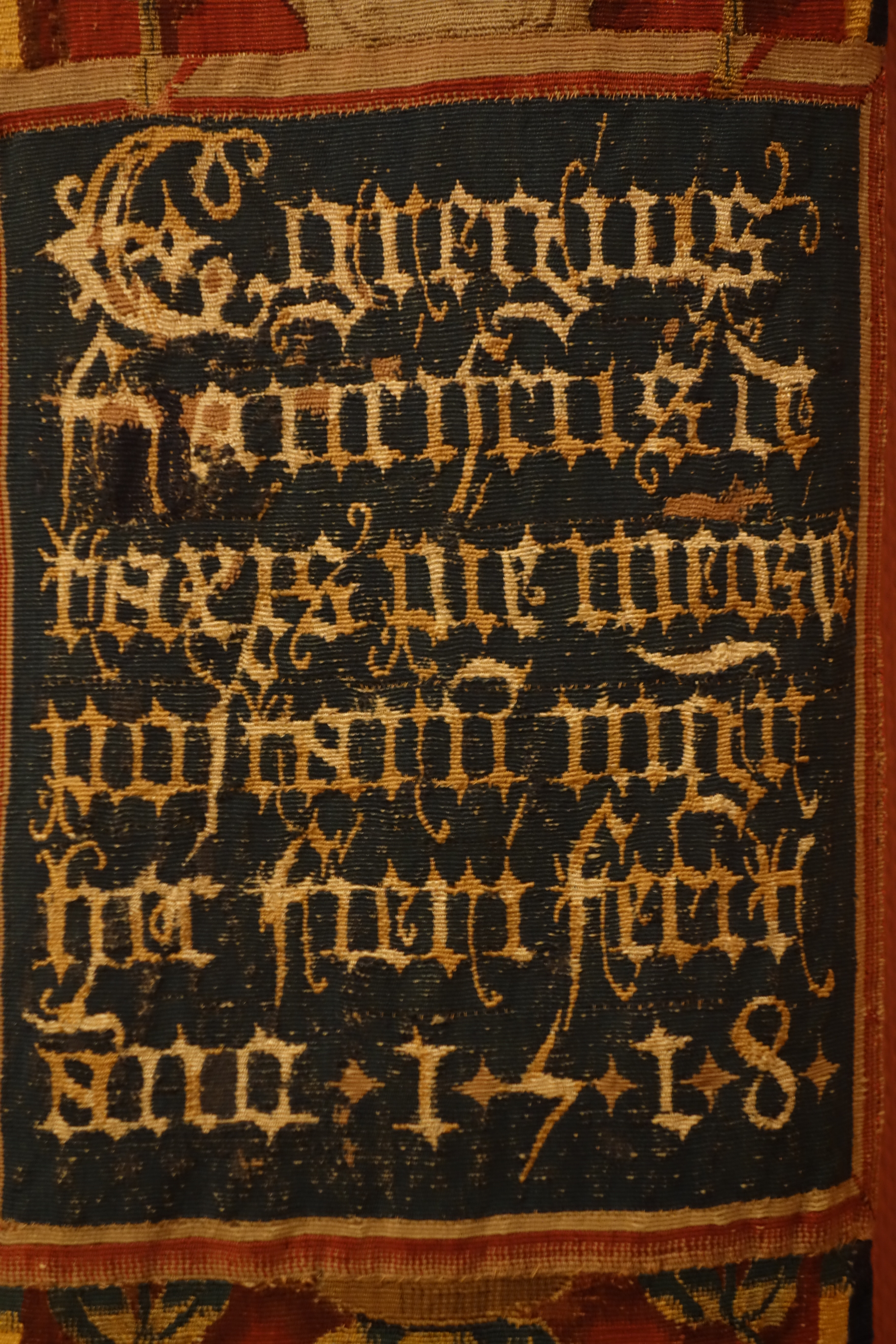
Tekst op het wandtapijt: Egregius franciscus de taxis pie memorie postarv[m] m[a]g[iste]r hec fieri fecit a[n]no 1518 ("de edele Frans van Tassis, van vrome herinnering, meester der posterijen, heeft deze doen maken in het jaar 1518").

Frans van Tassis (Italiaans: Francesco de Tasso; Duits: Franz von Taxis; Frans: François de Tassis) (geboren rond 1459 in Cornello dei Tasso – overleden tussen 30 november en 20 december 1517 in Brussel) geldt als de grondlegger van het Europese postwezen.

## Afkomst en familie
Hij kwam uit het Lombardische koeriersgeslacht Tasso en groeide op in het dorp Cornello dei Tasso. Zijn vader was Pasino de Tassis en zijn moeder Tolona Magnasco. In 1490 trad Francesco met zijn broer Janetto en zijn neef Giovanni Battista in dienst van de Duitse koning Maximiliaan, met als opdracht een transnationale postdienst uit te bouwen. Dit bracht hem enige jaren later naar de Bourgondische Nederlanden, waar hij werkte voor hertog Filips de Schone, de zoon van Maximiliaan. De Tassispost bleek bijzonder effectief en de organisatoren ervan zagen zich in 1512 tot de adelstand verheven.
Frans had rond 1505 een buitenechtelijk kind met Elizabeth Waghemans. Deze zoon Augustinus werd kanunnik in een Luiks kapittel. In 1512 trouwde Frans met Dorothea Luytvoldi (of Leytboldi). Hij stierf zonder wettige kinderen na te laten en werd begraven in de Zavelkerk tegenover zijn Brusselse residentie.

## Pionier van de Europese post

### In dienst van Maximiliaan I
Maximiliaan had nood aan een snelle, internationale berichtendienst. Hij had zijn residentie in Innsbruck gevestigd maar zijn zoon Filips verbleef in de Nederlanden (aan het hof van Margaretha van York te Mechelen) en zijn dochter Margaretha aan het Franse hof (eerst als koningin, dan als gijzelaar). Voor de uitvoering van zijn plan deed Maximiliaan een beroep op de Lombardische expertise van Janetto van Tassis, die zijn broer Frans en zijn neef Jan Baptista erbij betrok. Ze zetten in 1490 de eerste estafettepost op, met vaste verversingsstations om van paarden en ruiters te wisselen (de gebruikte uitspanningen waren meestal bestaande herbergen). Uiterlijk in 1496 was Frans van Tassis ook in de Nederlanden werkzaam.

### Postmeester in Brussel
Op 1 maart 1501 sloot Filips de Schone een overeenkomst met Frans van Tassis over het inrichten van postverbindingen. Hij werd aangesteld tot postmeester van de Nederlanden in opvolging van Olivier de Famar (capitaine et maistre de nos postes).

### Overeenkomst van 18 januari 1505
Na de dood van Isabella van Castilië op 26 november 1504 werd Filips' vrouw Johanna de Waanzinnige koningin van Spanje. Filips had nieuwe postroutes nodig en sloot op 18 januari 1505 een bijkomende overeenkomst met Frans van Tassis. Hij kreeg een vast jaarlijks bedrag om een zestal verbindingen operationeel te maken, met telkens een maximale bestelduur:
Brussel-Innsbruck 5,5 dagen (6,5 in de winter)
Brussel-Parijs 44 uren (54 in de winter)
Brussel-Blois 2,5 dagen (3 in de winter)
Brussel-Lyon 4 dagen (5 in de winter)
Brussel-Granada 15 dagen (18 in de winter)
Brussel-Toledo 12 dagen (14 in de winter)
In oorlogstijd moest Frans alternatieve routes voorzien langs Gelre. Hij stond met have en goed in voor de goede werking, en ook met eigen leven. Het werk van de postruiters werd gecontroleerd met een geleidebrief waarop ze o.a. het aannametijdstip moesten invullen. Een bewaard exemplaar van maart 1506 toont dat de 765 km van Mechelen naar Innsbruck in 131 uur werd afgelegd (5,84 km/u).

### Verdere ontwikkeling
Een nieuwe situatie deed zich voor toen Maximiliaans dochter Margaretha aan het bewind kwam. De landvoogdes weigerde meermaals de kostelijke relais te betalen. Frans van Tassis beklaagde zich erover en ook met de kanselarij te Innsbruck werd getwist. Er kwam een nieuw elan op 5 januari 1515, met de meerderjarigheid van landsheer Karel.

### 'Magna Carta' van 1516
Karel erfde op 23 januari 1516 de Spaanse erflanden, waaronder ook Napels en Sicilië vielen. Hij gaf de Tassispost een nieuwe impuls. De overeenkomst die hij op 12 november 1516 afsloot met Frans van Tassis, wordt weleens de Magna Carta van het postwezen genoemd, omdat ze de Tassispost openstelde voor particulieren. Ze voorzag ook in een verdere inkorting van de transporttijden en in nieuwe bestemmingen (Rome, Napels en Burgos). Zowel Frans als Jan Baptista werden hoofdpostmeester (de laatste ondertekende mee als aide et adioint van zijn broer).
Het nieuwe schema werd:
Brussel-Innsbruck 5 dagen (6 in de winter)
Brussel-Parijs 36 uren (40 in de winter)
Brussel-Blois 2,5 dagen (3 in de winter)
Brussel-Lyon 3,5 dagen (4 in de winter)
Brussel-Burgos 7 dagen (8 in de winter)
Brussel-Rome 10,5 dagen (12 in de winter)
Brussel-Napels 14 dagen in de winter
De overeenkomst stipuleerde dat niemand postdiensten mocht uitoefenen zonder toestemming van de hoofdpostmeesters. Dit legde een stevige basis voor hun eeuwenlange overwicht.
Kort na het afsluiten van deze overeenkomst werd duidelijk dat Frans van Tassis niet lang meer zou leven. Jan Baptista werd naar Valladolid ontboden voor een benoeming tot post- en koeriermeester (30 november 1517). Frans moet gestorven zijn na deze datum, maar vóór 20 december 1517 (datum van de nieuwe overeenkomst tussen koning Karel en Jan Baptista / Maffeo van Tassis).

## Adelverheffing
Op 31 mei 1512 verleende keizer Maximiliaan de erfelijke titel van paltsgraaf ("comites palatii Lateranensis") aan Frans en zijn broers Leonardo, Janetto en Ruggero, evenals aan de zonen van deze laatste (Giovan Battista, Davide, Maffeo en Simone). Hij kreeg ook een aangepast wapen: onder een zilveren das op een blauw veld, boven een zwarte adelaar op een gouden veld, dat alles bekroond door een gouden jachthoorn.

## Opdracht voor tapijtreeks
In zijn laatste levensjaren bestelde Frans van Tassis een reeks van vier wandtapijten, de Legende van Onze Lieve Vrouw van de Zavel. Het zijn de eerste tapijten waarvan de kartons met vrij grote zekerheid kunnen worden toegeschreven aan Barend van Orley. Allicht was de reeks bedoeld voor de grafkapel in de Zavelkerk, die in de vroege jaren 1520 gebouwd werd. Frans van Tassis is er niet minder dan vier keer op afgebeeld, en ook zijn broodheren de Habsburgers zijn alomtegenwoordig.

## Trivia
- In de De kleine postruiter speelt Frans van Tassis aan de zijde van Suske en Wiske.

## Voetnoten
1. ↑  Ze is vermeld in het dagboek van Lucas Rem.
2. ↑  Dit blijkt uit een in Mechelen opgemaakte notariële akte uit 1522.